# エルハジ・ワドゥ
エルハジ・ゴールギ・ワドゥ（Elhadji Wade、1990年9月19日 - ）は、セネガルのバスケットボール選手である。身長203cm、体重93kg。ポジションはフォワード。2013年にbjリーグの秋田ノーザンハピネッツに所属していた。
セネガル・ンブール出身。高校時に八王子高校に留学し、2008年に行われたウィンターカップではチームのベスト4進出に貢献した。またワドゥ自身もこの大会のベストファイブに選出された。
高校卒業後はアメリカに渡り、ランガー・コミュニティ・カレッジからオクラホマシティ大学を経て、2013年7月に秋田ノーザンハピネッツとの契約が決まった。秋田のヘッドコーチを務める中村和雄は八王子高校バスケットボール部を定期的に訪れており、ワドゥについても1年次から指導していた縁があった。
しかしシーズンに入ると、出場15試合で出場時間105分、1試合平均7分と出場機会を得ることができなかった。ワドゥは11月28日に選手契約を解除され、練習生として引き続きチームに留まることになった。その後2014年より、秋田のクラブチームである厚生倶楽部に加わった